# Follow Me Around
«Follow Me Around» — пісня англійського рок-гурту Radiohead, випущена 1 листопада 2021 року як другий сингл з альбому-компіляції Kid A Mnesia. Вона була записана під час спільних сесій для четвертого та п'ятого студійних альбомів Radiohead, Kid A (2000) та Amnesiac (2001), але залишалася невиданою до 2021 року.

## Історія
«Follow Me Around» вперше з'явилася в документальному фільмі 1998 року Meeting People Is Easy. Rolling Stone описав її як одну з найпохмуріших пісень співака Тома Йорка, з текстом про «тіньові фігури, що ховаються по кутках».
Йорк час від часу виконував «Follow Me Around» на сольних концертах, з Radiohead та зі своїм сайд-проектом Atoms for Peace. 2017 року Том з гітаристом Radiohead Джонні Ґрінвудом виконали переаранжовану версію. Після виступу на концерті Radiohead у Торонто 2000 року шанувальники створили веб-сайт з вимогою випустити пісню.
«Follow Me Around» увійшла до компіляції 2021 року Kid A Mnesia і вийшла 1 листопада 2021 року як другий сингл. За день до релізу Radiohead завантажили на свій YouTube-канал повноцінний кліп з саундчеку з Meeting People Is Easy.

## Музичне відео
1 листопада 2021 року, одночасно з першим релізом пісні, Radiohead випустили музичне відео, в якому актора Гая Пірса переслідує камера-дрон. Відео зняв режисерський дует Us у складі Кріса Баррета та Люка Тейлора. За словами актора Пірса, відео було відзнято за кілька тижнів до релізу.

## Відгуки
Алекс МакЛеві в The A.V. Club написав, що «Follow Me Around» — «можливо, найпростіша і найчистіша поп-пісня, яку Radiohead коли-небудь випускали». Кілька видань відзначили пісню як довгоочікуваний фанатський реліз, зокрема Rolling Stone, The Fader, Spin, Uproxx і NME.

## Персоналії

### Radiohead
- Колін Ґрінвуд
- Джонні Ґрінвуд
- Ед О'Браєн
- Філ Селвей
- Том Йорк

Додатково
- Найджел Ґодріч –  продюсування, звукоінженер, зведення
- Жерар Наварро –  асистент продюсування, асистент звукоінженера
- Грем Стюарт –  асистент звукоінженера